# George Pachymeres
George Pachymeres sau Georgios Pachymeres (n. 1242, Niceea, provincia Bursa, Turcia – d. 1310, Constantinopol, Imperiul Roman de Răsărit) a fost un istoric, jurist, filozof și poet bizantin.
Este considerat cel mai mare învățat bizantin din a doua parte a secolului al XIII-lea. 
Scriitor dificil de interpretat datorită stilului său arhaic, utilizând vocabularul homeric.

## Biografie
Pachymeres s-a născut la Niceea unde familia sa s-a retras după cucerirea Constantinopolului de către latini în 1204. După recucerirea Constantinopolului de către Mihail al VIII-lea Paleologul, Pachymeres s-a stabilit în capitală și a studiat dreptul. A devenit avocat al Bisericii și judecător al curții imperiale.
A avut o impresionantă activitate literară. Cea mai importantă realizare a sa este o istorie bizantină în treisprezece cărți. 
De asemenea, a scris lucrări de retorică, o introducere în filosofia lui Aristotel, o prezentare a operei lui Dionisie Areopagitul, poeme, o autobiografie.
A avut preocupări și în domeniul matematicii.
Cunoștea cifrele indiene și a fost unul dintre primii care a rezolvat problemele de ecuații nedeterminate de gradul I.
Tratatul Quadruvium prezintă un nivel ridicat al învățământului matematic din acea perioadă.

## Opera
- Συγγραφικαι ιστοριαι (Istorii compuse). Cronografie, se ocupă de perioada 1255-1308. Conține o știre importantă despre vlahii balcanici care, la 1285, se întinseseră până la la Byza, cetate din Tracia;
- Quadruvium, a cărui primă parte conține un comentariu la Aritmetica lui Diofant.